# 프랑수아 케네

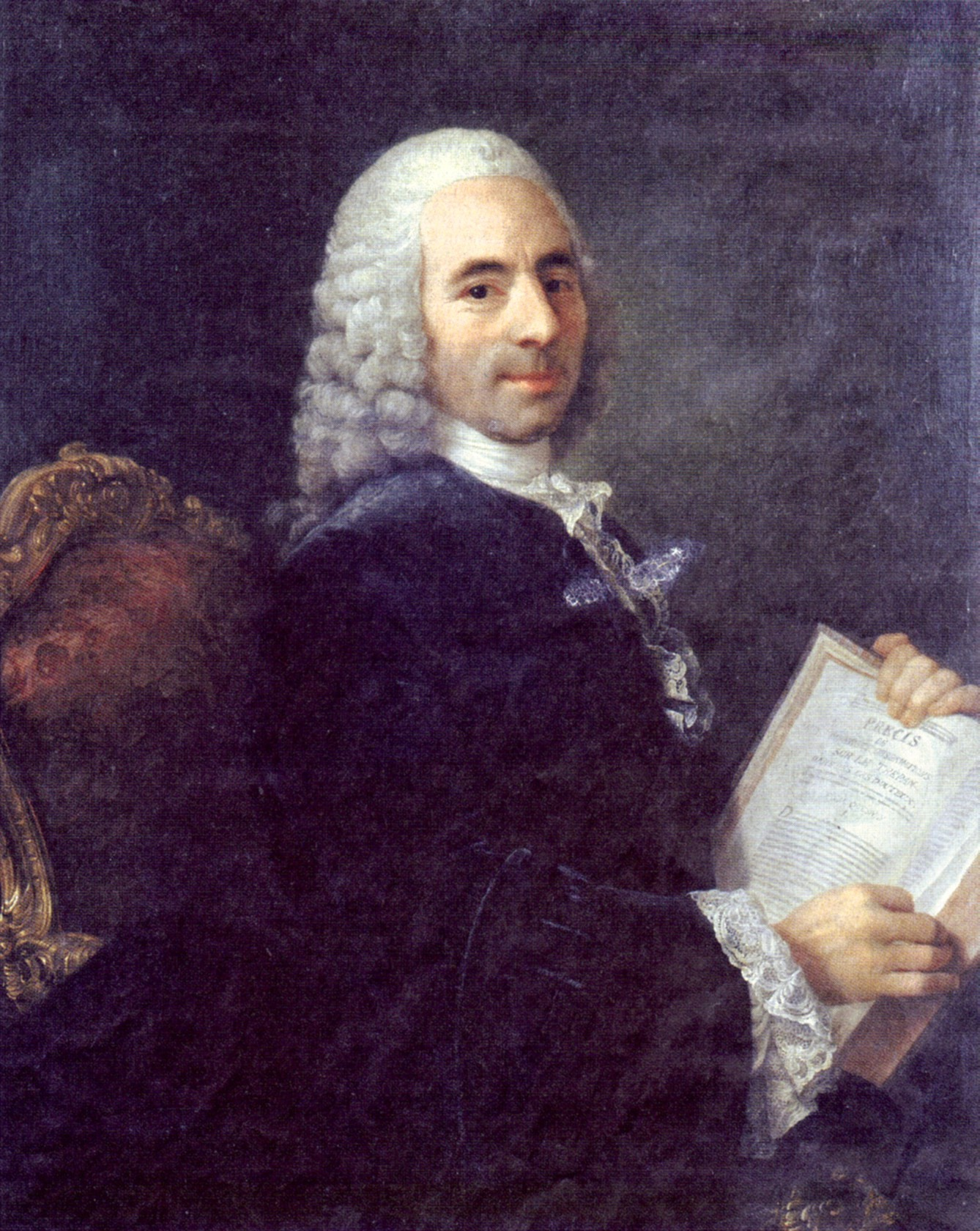
하인츠 리터가 그린 케네의 초상화

프랑수아 케네(프랑스어: François Quesnay, 1694년 6월 4일 ~ 1774년 12월 16일)는 프랑스의 경제학자이자 의사이다. 농업을 중시하는 중농주의로 잘 알려져 있다. 흔히 그의 사상은 "농업은 국부의 원천"(the products of agriculture, which is the only source of wealth)이라는 말로 요약된다. 또한 애덤 스미스 등과 함께 자유 방임주의를 주장한 것으로 유명하다. 주요 저작으로는 《경제표》(Tableau économique)가 있다.

## 생애
1694년 프랑스에서 태어났다. 어린 시절 체계적인 교육을 받지 못해 10살 때까지 책을 읽을 수 없었으나, 일찍부터 의약에 관심이 있어 1711년 파리로 가서 의약과 외과에 대한 정규 교육을 받았다. 1736년 첫 저작인 《동물 생체에 관한 형태학적 시론》을 출간하고, 1752년에는 왕세자의 천연두를 치료해 귀족 칭호를 받았다. 1751년에 그의 마지막 의학서를 출간해 프랑스과학원과 영국왕립학회의 회원이 되었다.
1750년대 초부터 경제학, 특히 농업 문제에 관심을 가졌다. 달랑베르, 디드로, 콩디야크 등 중요한 사상가들과 접촉해 《백과전서》에 글을 싣기도 했다. 1757년 《백과전서》에 〈곡물〉 항을 써서 처음으로 경제학 분야 저작을 집필했다. 이해에 미라보를 만나 농업의 중요성에 대해 납득시켰고, 이후 미라보는 케네 이론의 충실한 주창자가 되었다. 그리고 이로부터 중농주의학파가 시작되었다.
1758년 《경제표》의 제1판을 쓰고, 1759년 상반기에 두 개의 다른 판을 출간했다. 이를 시작으로 1763년 중농학파가 경제 논쟁에 활발하게 개입하게 되었고, 그는 《농업신문》과 《시민일지》에 글을 써서 중농주의 사상의 발전에 기여했다. 1764년부터 1767년까지 중농학파의 지도자였던 그의 사상은 프랑스 경제정책 전반에 사용되었다.
1774년 12월 루이 15세가 죽은 지 몇 달 뒤 그랑코뮌에서 별세했다.

## 같이 보기
- 경제사상사
- 자유주의